# Cyrtophora citricola
Espèce
Synonymes
- Aranea citricola Forsskål, 1775
- Epeira opuntiae Dufour, 1820
- Epeira cactiopuntiae Lucas, 1838
- Epeira emarginata Lucas, 1858
- Epeira flava Vinson, 1863
- Epeira purpurea Vinson, 1863
- Epeira dorsuosa Blackwall, 1866
- Cyrtophora sculptilis L. Koch, 1872
- Epeira cajetana Costa, 1882
- Cyrtophora citricola abessinensis Strand, 1906

Cyrtophora citricola, l'Épeire de l'Opuntia, est une espèce d'araignées aranéomorphes de la famille des Araneidae.

## Distribution
Cette espèce se rencontre en Europe du Sud, en Afrique, en Asie de l'Ouest, au Pakistan, en Inde, en Chine et au Japon.
Elle a été introduite à Cuba, en République dominicaine, au Costa Rica, au Panama, en Colombie et au Brésil,.
Sur le territoire français, elle est présente à La Réunion et en Corse ; elle est attestée dans le Var et signalée à Marseille et sur la Côte d'Azur,.
Il s'agit de la seule espèce du genre Cyrtophora présente en Europe.

## Description
La femelle mesure de 7,5 à 13,3 mm et le mâle 2,7 mm.

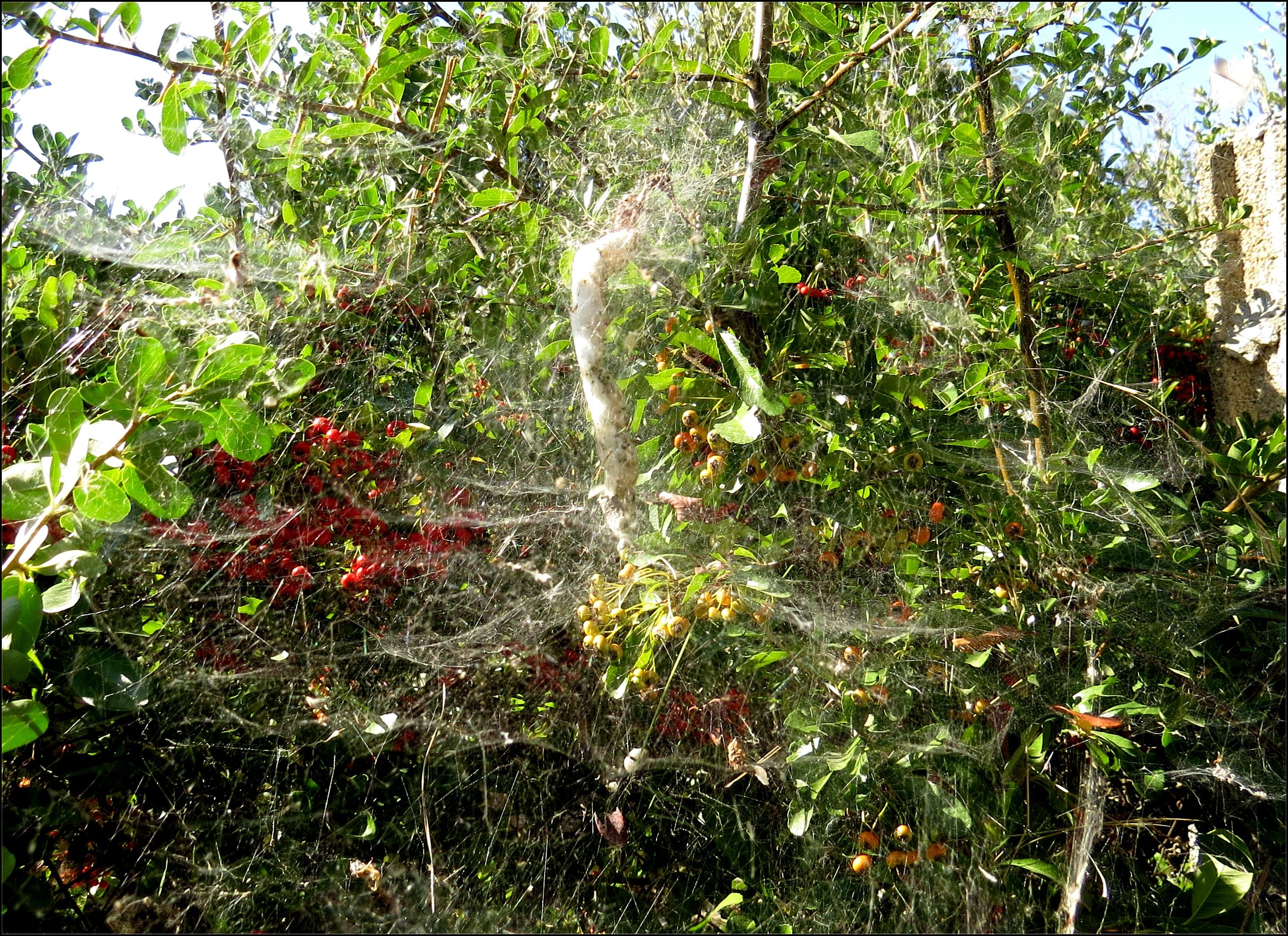
Vue d'ensemble d'une toile de Cyrtophora citricola tissée sur un Pyracantha dans une haie, près de Béziers (Hérault, Occitanie). Elle renferme un chapelet de cocons ovigères.

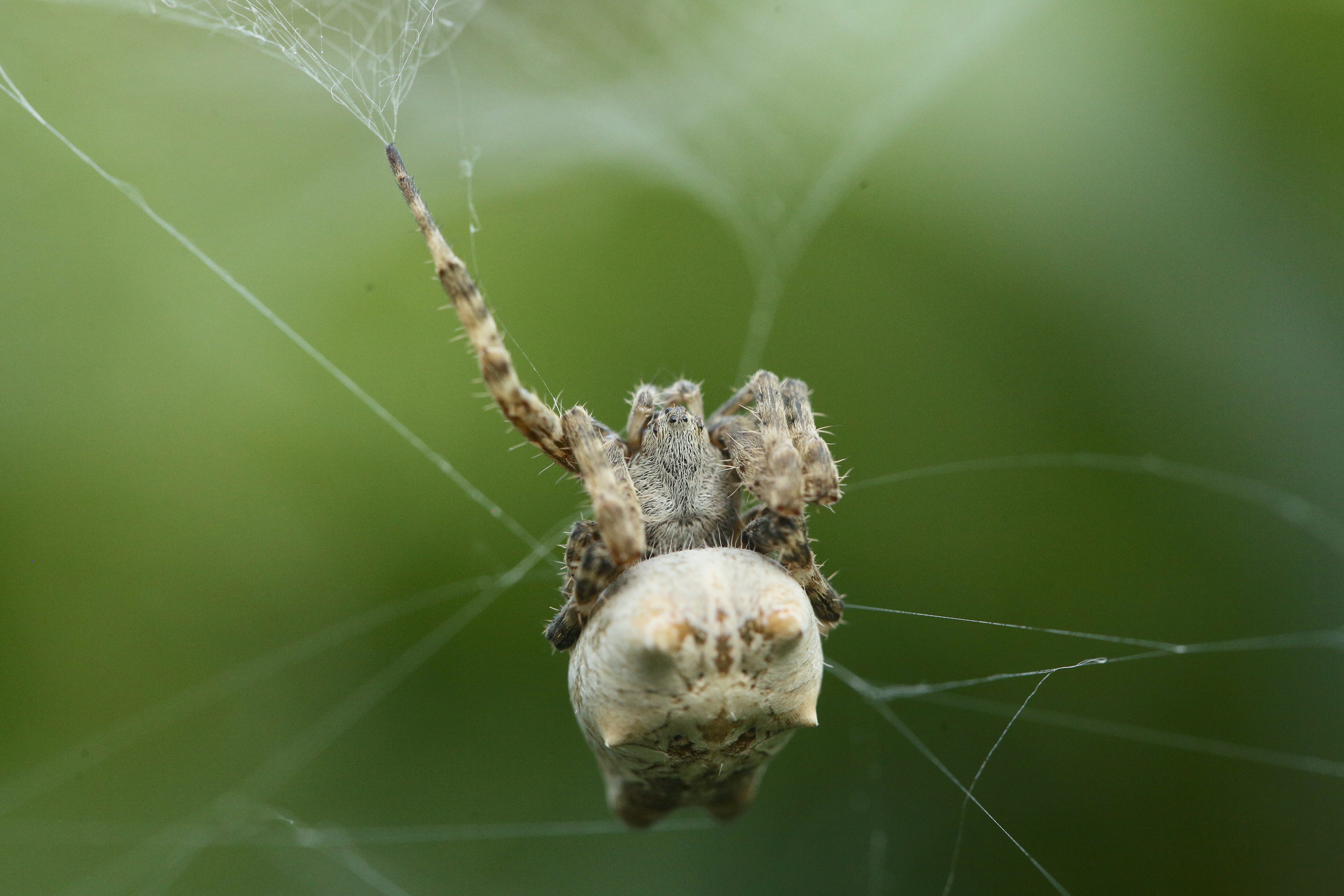
Cytophora citricola à Sète, dans un jardin du mont Saint-Clair en août 2019, deuxième mention pour l'Occitanie.

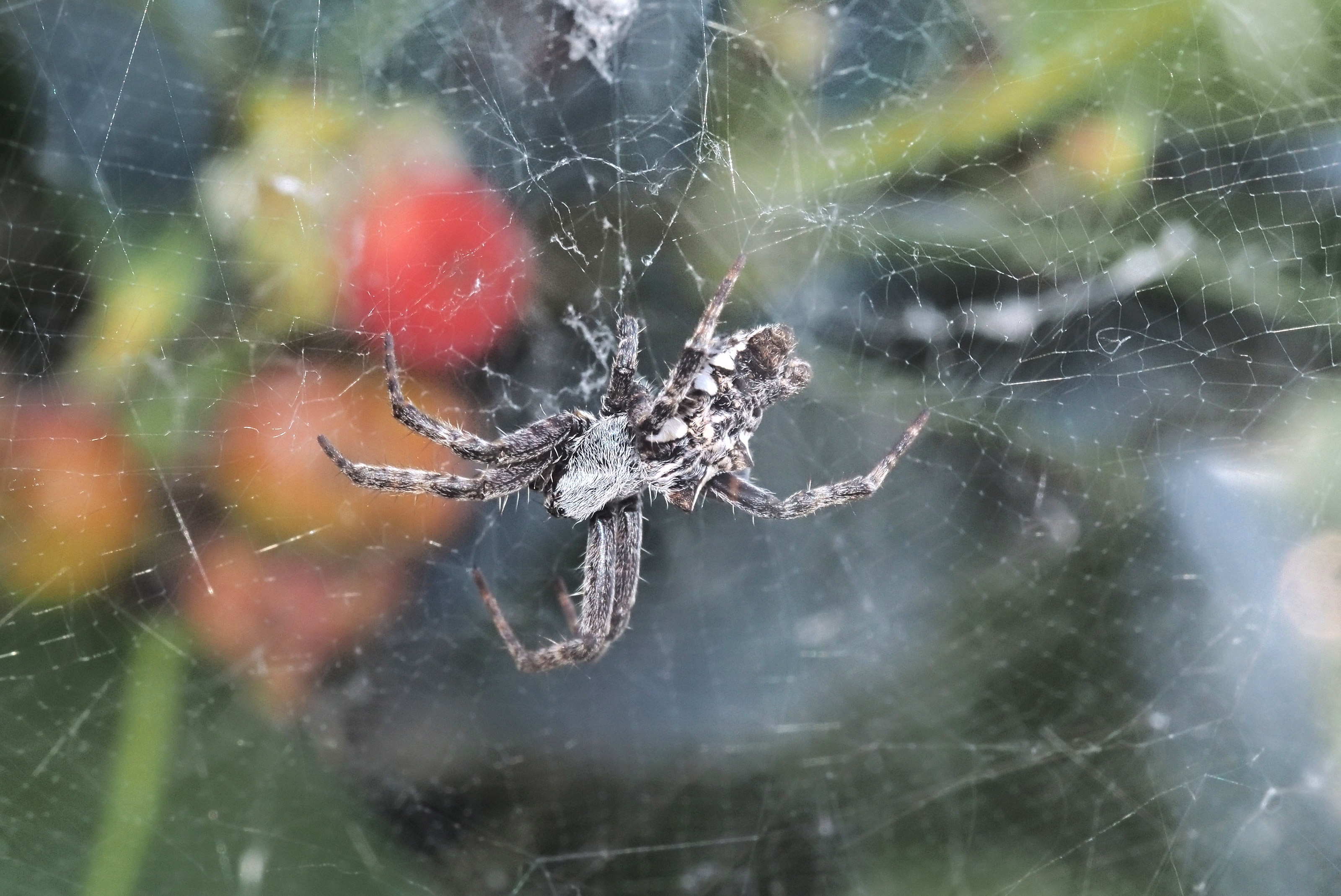
Cyrtophora citricola ♀ sur Ilex aquifolium

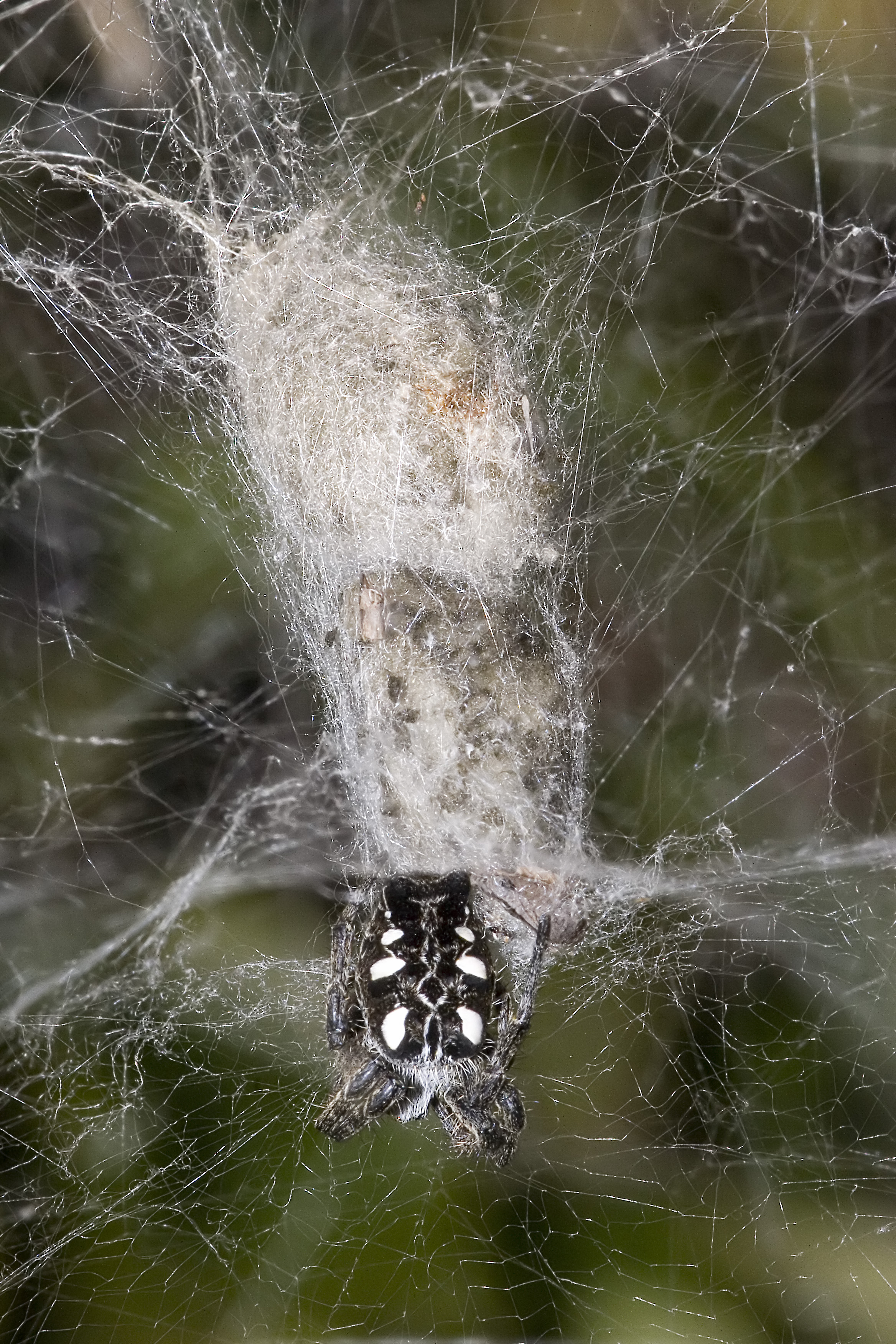

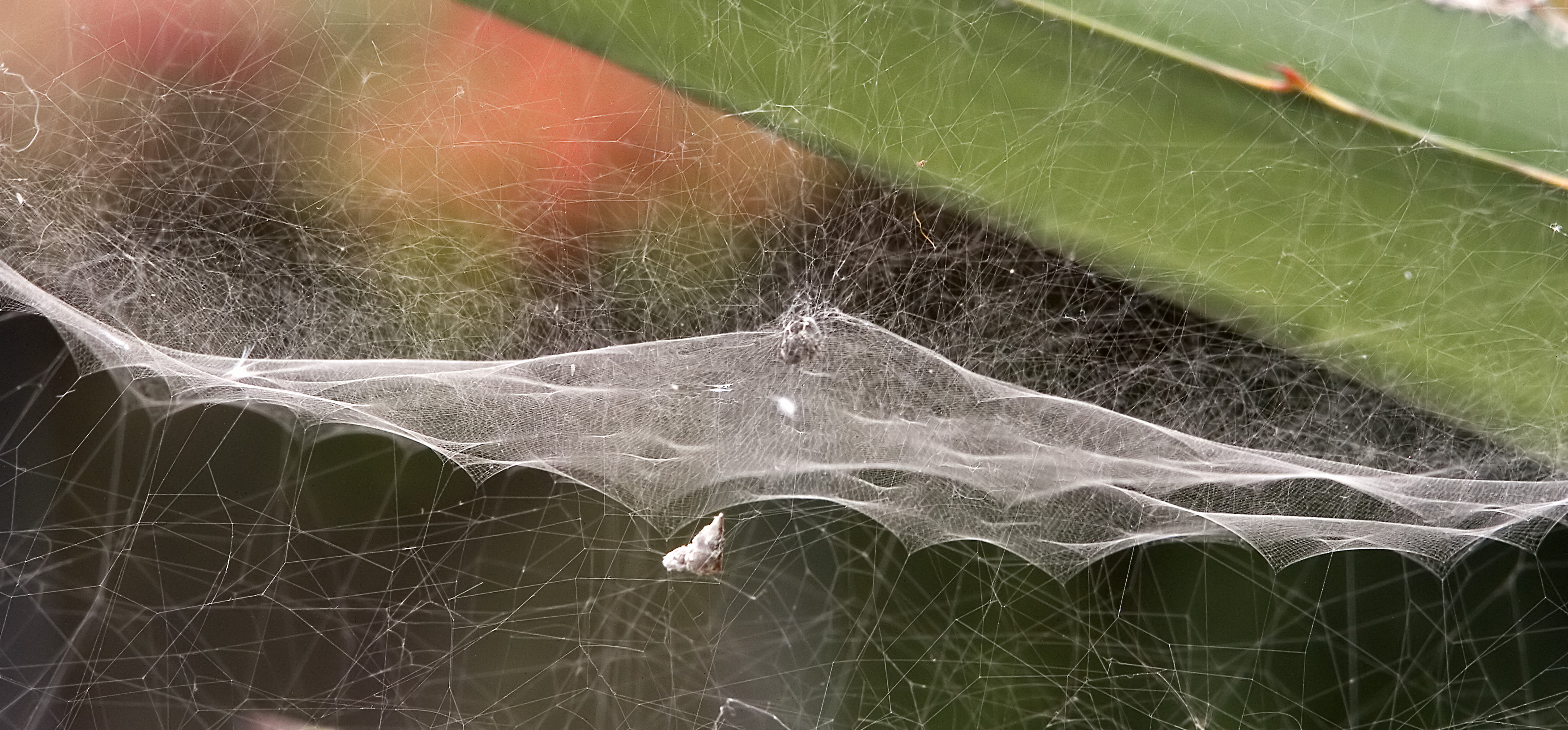
Toile de Cyrtophora citricola

La forme de l'abdomen est caractéristique et présente six tubercules nets, soulignés par des taches blanches. La couleur abdominale est variable. Le céphalothorax est brun sombre, couvert de longs poils blancs. Il existe une forme claire (beige) et une sombre (anthracite à noir). Le mâle, assez sombre est particulièrement petit par rapport à la femelle (dimorphisme sexuel ). Il ne tisse pas de toile et vit dans celles des femelles.

## Toile et cocons ovigères
Les toiles sont construites dans la végétation, notamment les Opuntias, les Agaves et les Euphorbes cactiformes comme aux Canaries, parfois aussi dans l'habitat humain. Des agrégations de toiles sont possibles et fréquentes, les araignées ayant alors une vie sub-coloniale.
Du point de vue structural, chacune d'elles est un édifice soyeux tridimensionnel complexe, évoquant à première vue la construction habituelle des Linyphiidae, fort dissemblable de l'orbe classique tissée par  les "Epeires" et les "Argiopes", de ce fait "aberrant" dans la famille des Araneidae surtout composée d'orbitèles typiques.
Il est  totalement dépourvu de fils gluants et comporte une nappe horizontale de pourtour arrondi que soutiennent deux réseaux irréguliers, sus et sous-jacents. La nappe est formée d'innombrables radii et d'un fil spiral sans gouttelettes visqueuses, donc non adhésif. En se croisant, ces fils constituent un tissu robuste, avec des jonctions en nombre extraordinairement élevé et dont les petites mailles carrées sont si fines et si régulières qu'elles évoquent la structure d'un filet à plancton. Le tissu s'incurve en dôme ou en entonnoir surbaissé, unique, mais pouvant être aussi multiple.
Le mâle pygmée  n'a en revanche qu'une activité séricigène réduite se limitant au tissage d'un petit réseau irrégulier pour son repos, de la toile spermatique et du « fil de cour ». Toutes ces structures sont fixées sur la propre toile de la femelle, comme d’ailleurs les petits édifices par des jeunes sorties de leur cocon.
La toile remplit plusieurs fonctions : abri pour la femelle qui s’y tient généralement ventre en l’air  sur la face inférieure du dôme maillé, capture des proies en jouant le rôle d’une « nasse » pour les Insectes volants que les fils barrière du réseau supérieur projettent sur la nappe où l’araignée les saisit à travers son tissu avant de les mordre avec ses chélicères et de les emmailloter, réserve hydrique, stockage des restes de proies et de débris végétaux assurant son camouflage et lieu unique pour la mise en place des cocons tissés par Cyrtophora citricola autour de ses œufs. En nombre variable, ces cocons sont orbiculaires, plus ou moins plan-convexes, blancs à verdâtres et disposés au-dessus du moyeu en une file verticale éminemment caractéristique.
Il est à noter que de petites Araignées Theridiidae du genre Argyrodes fréquentent assiduement les toiles de Cyrtophora citricola  dans les régions tropicales et subtropicales. Remarquables par leur dimorphisme sexuel lié à la présence d'une glande clypéale ou acronale, ces commensaux kleptoparasites dérobent de la nourriture à la Cyrtophora qui les héberge ou en  dévorent même les jeunes.

## Anatomie interne: l'appareil séricigène
Très grande et d'architecture complexe, la toile de Cyrtophora citricola est complètement dépourvue de  spirale adhésive comme chez les autres Araignées du même genre. Les corollaires de cette particularité sont évidents dans les coupes histologiques de l'appareil séricigène : le grand développement des glandes ampullacées, susceptibles d'élaborer une quantité de soie considérable ; l'absence totale de l'unité fonctionnelle à l'origine de la spirale captrice des toiles, cette triade étant normalement formée par des glandes agrégées, productrices de la glu, et des glandes flagelliformes élaborant les fils qui la soutiennent.

Il parait très probable que ce manque de glandes soit un caractère dérivé et non pas primitif.

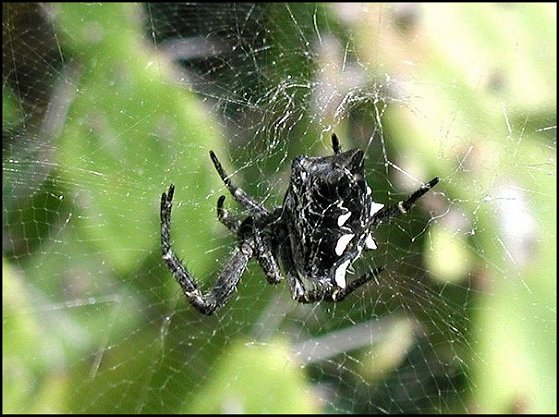
Cyrtophora citricola sur sa toile à mailles carrées. Ténérife, Canaries.

## Liste des sous-espèces
Selon World Spider Catalog (version 25.5, 31/01/2025) :
- Cyrtophora citricola citricola (Forsskål, 1775)
- Cyrtophora citricola lurida Karsch, 1879 d'Afrique de l'Ouest
- Cyrtophora citricola minahassae Merian, 1911 de Sulawesi
- Cyrtophora citricola obscura Tullgren, 1910 de Tanzanie

## Systématique et taxinomie
Cette espèce a été décrite sous le protonyme Aranea citricola par Forsskål en 1775. Elle est placée dans le genre Cyrtophora par Simon en 1864.
C'est l'espèce type du genre Cyrtophora.
La sous-espèce Cyrtophora citricola abessinensis a été placée en synonymie avec Cyrtophora citricola citricola par Nentwig, Blick, Gloor, Jäger et Kropf en 2019.

## Publications originales
- Forsskål, 1775 : Descriptiones animalium avium, amphibiorum, piscium, insectorum, vermium; quae in itinere orientali observavit Petrus Forskål. Hauniae.
- Karsch, 1879 : « West-afrikanische Arachniden, gesammelt von Herrn Stabsarzt Dr. Falkenstein. » Zeitschrift für die Gesammten Naturwissenschaften, vol. 52, p. 329-373.
- Tullgren, 1910 : « Araneae. Wissenschaftliche Ergebnisse der Schwedischen Zoologischen Expedition nach dem Kilimandjaro, dem Meru und den umgebenden Massaisteppen Deutsch-Ostafrikas 1905-1906 unter Leitung von Prof. Dr. Yngve Sjöstedt. » Sjöstedts Kilimandjaro-Meru Expedition, vol. 20, no 6, p. 85-172.
- Merian, 1911 : « Die Spinenfauna von Celebes. Beiträge zur Tiergeographie im Indo-australischen Archipel. » Zoologische Jahrbücher, Abteilung für Systematik, Geographie und Biologie der Tiere, vol. 31, p. 165-354.

## Galerie

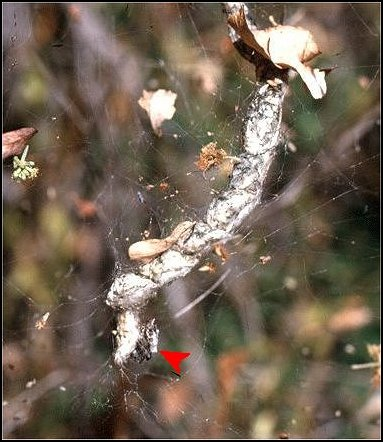
Cyrtophora citricola (flèche) et chapelet de 8 cocons. Mahé, Seychelles.
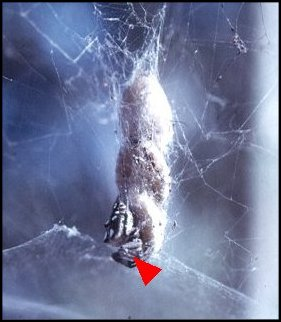
Cyrtophora citricola (flèche) sous son chapelet de 3 cocons. Ténérife, Canaries.
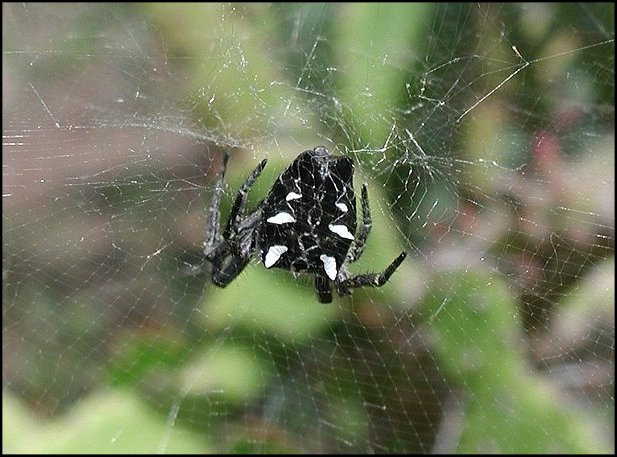
Cyrtophora citricola sur sa toile à mailles carrées. Ténérife, Canaries
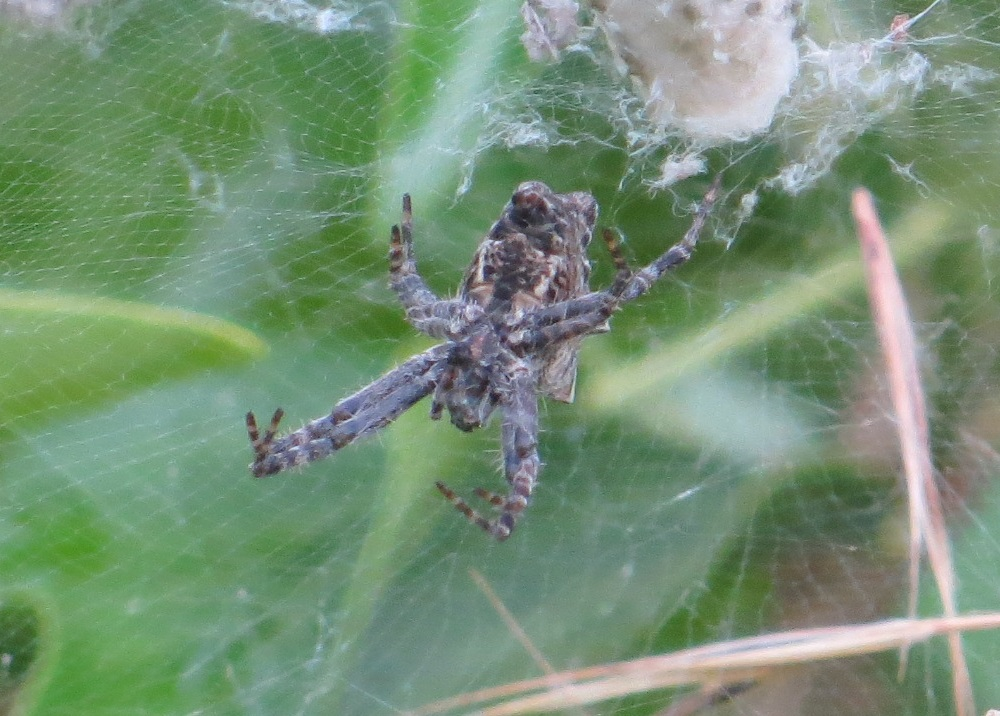
Face ventrale d'une Cyrtophora citricola sur les collines niçoises (France).
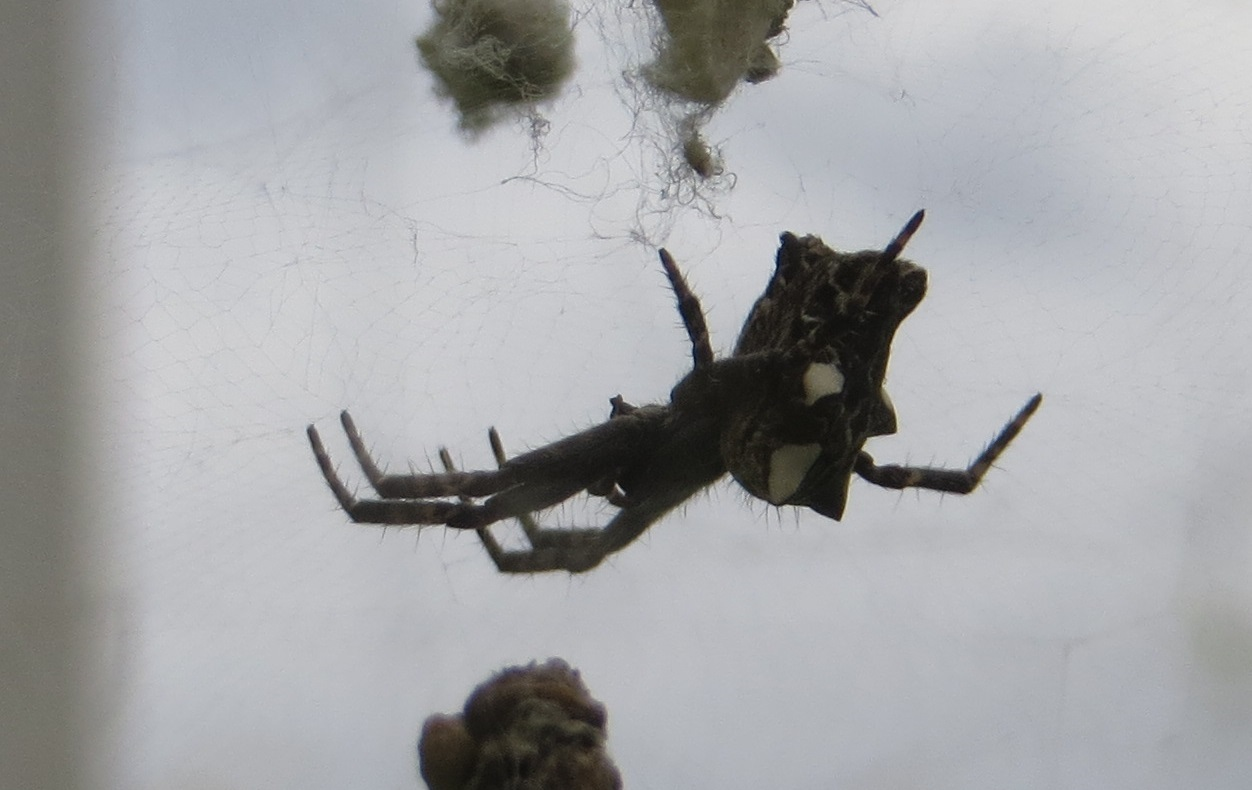
Gros plan sur son abdomen et ses tubercules. Nice, Alpes-Maritimes, 2017.
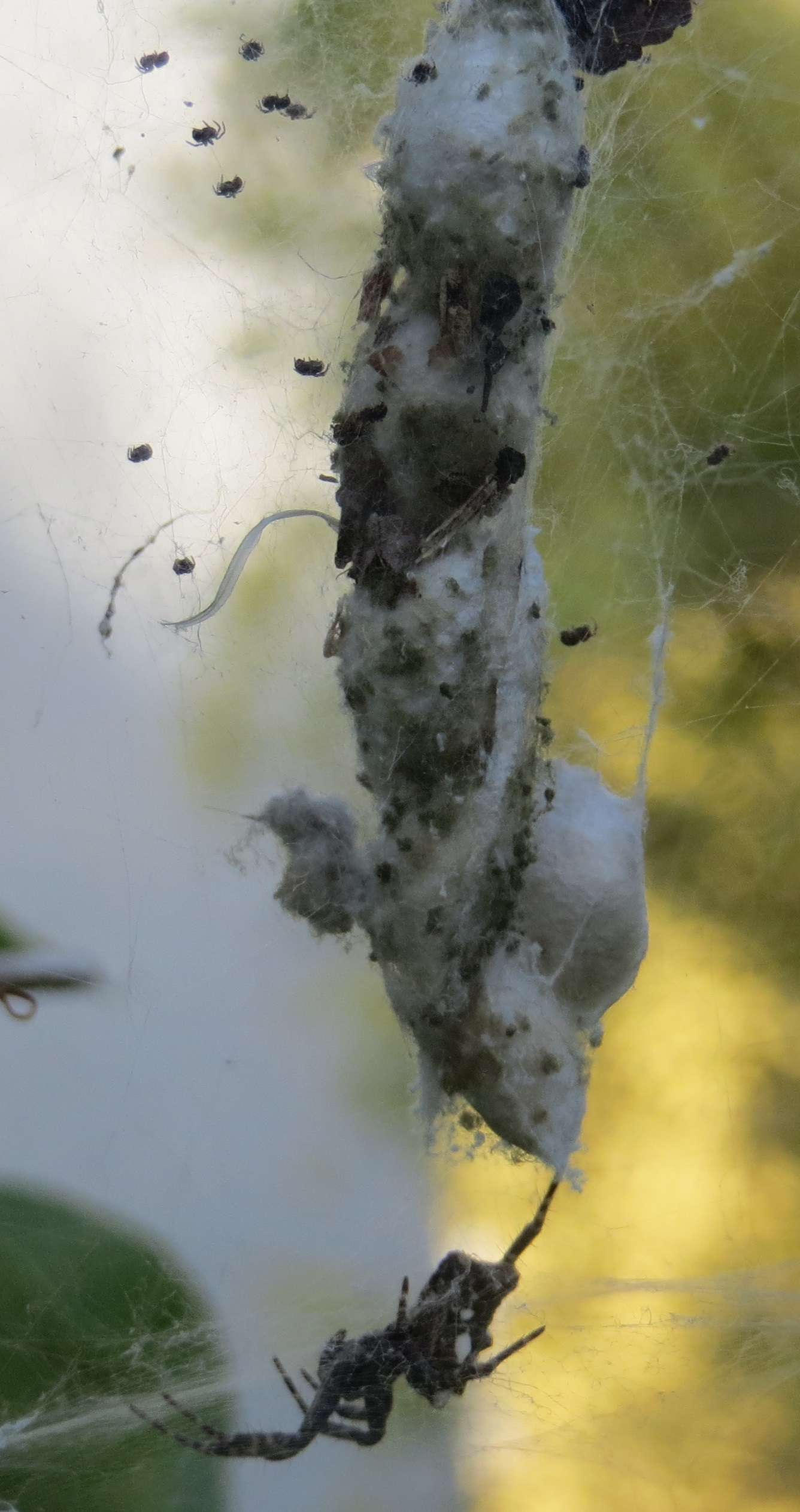
Le même individu ♀ avec ses nouveau-nés dans la toile.